# 日本—歐盟關係
“日本－歐盟關係”指的是日本与欧洲联盟的关系，双边关系始于1959年。双方有很强的贸易关系，尤其投资流量很高。
自1991年以来，日本和欧盟之间举办有日欧定期首脑协议。欧盟是日本的第三大贸易合作伙伴。日本是欧盟在亞洲的第二大貿易夥伴（第一大貿易夥伴為中國），歐盟企業每年出口到日本貿易量為580億歐元，其中78%是中小企業；日本每年出口到歐盟貿易量為280億歐元；協議全面實施後日本將取消97%、價值約10億歐元的歐盟進口貨物關稅。2018年7月17日，欧盟委员会主席容克偕同欧洲理事会主席图斯克与时任日本首相安倍晋三在日本东京签署《日本与欧盟经济伙伴关系协定》。2019年2月1日，该协定正式生效。此缔造全球最大的开放经济区域。这个区域占据全球三分之一的经济实力。

## 历史
1959年日本驻比利时大使被正式任命为日本首任驻欧洲各共同体（欧盟前身）代表。一直到1974年欧盟才在日本设立代表。1984年双方首次举办部长会议。1991年首次举办峰会。
1980年代里西欧与日本的文化和非经济联系不断加强，但是经济关系依然是此后数十年里最重要的因素。由于日本与西欧的政治、经济或军事关系对日本有直接影响，因此日本评论家对这些问题都非常关注。最重要的问题集中在西欧的经济统一对日本贸易、投资和其它机会的影响。一部分西欧领导人想限制日本在新成立的欧盟的经济影响，一部分则欢迎日本的贸易和投资。部分也是作为对西欧国家经济联系的加固以及美国、加拿大和墨西哥达成的北美自由贸易协议的反应1980年代末日本和其它亚洲环太平洋国家开始加强经济合作。1987年日本政府和欧洲委员会设立欧盟与日本工业合作中心，这是一个非盈利组织，其目的在于提高日本和欧盟之间所有形式的工业、贸易和投资合作。1991年7月18日经过数月困难的谈判日本首相海部俊樹与荷兰首相兼当时的歐盟高峰會主席吕德·吕贝尔斯和欧洲联盟委员会主席雅克·德洛爾一同签署了一份联合声明，表示双方将加强外交、学术、技术合作、协助发展中国家和商讨，努力减轻贸易冲突。日本外務省希望这份联合声明能够帮助扩展欧洲共同体与日本的政治联系，把双边的关系提到到贸易纠纷以上。

## 政治关系和协议
欧盟与日本分享民主、人权和市场经济等共同价值观。日本和欧盟都是在全球活动的国家，它们在国际论坛上合作。它们在各自对方的地区也合作：日本参加重建巴尔干半岛西部地区，欧盟则支持维护朝鲜和亚洲其它地区和平的努力。
欧盟和日本的关系基于两份文献：1991年发表的联合声明和2001年签署的欧盟与日本合作行动计划。双方也不断谈话，包括一个年度峰会和一个议会间交流。2016年5月27日在第42届七国集团会议上双方同意加深和扩展双方的自由貿易協定。此前双方签署了以下四个合同：
- 欧盟与日本相互承认协议（2002年1月1日生效）
- 就反竞争活动合作的协议（2003年6月16日生效）
- 欧盟和日本的科学和技术协议（2009年11月30日签署）
- 合作和相互行政协助协议（2008年2月1日生效）

2017年7月日本和欧盟在原则上就经济伙伴协议达成一致，同年12月8日双方的经济伙伴协议文字完成。
2018年7月17日欧盟和日本正式签署《日本与欧盟经济伙伴关系协定》，这是全球最大的双边自由贸易协定，开创了一个包含全球三分之一国内生产总值的自由贸易区域。
2024年10月21日，欧洲理事会决定签署写明加强“日本与欧盟海洋安全保障合作”的安保及防卫伙伴关系文件。11月1日正式簽署。

## 贸易
日本和欧盟成员国是日本与欧盟经济伙伴关系协定的成员，世界上最大的开放经济区域，从2019年2月1日起包含全球三分之一的经济力量。日本是欧盟第6大出口市场（2018年3.3%，总值为647.5亿欧元）。欧盟向日本主要出口机器和运输工具（31.3%）、化工产品（14.1%）和农产品（11.0%）。虽然欧盟的总出口增长，但是从2006年以来欧盟向日本的出口稍许降低。2009年由于全球金融危机出口降低14.7%， 但是次年2010年它又恢复了21.3%。日本是欧盟第6大进口国家（2018年占进口总值的3.6%，共704.7亿欧元）。日本主要向欧盟出口机器和运输设备（66.7%）。欧盟是日本第3大贸易伙伴（占11.1%的进口和13.3%的出口值）。
2000年后欧盟对日本的贸易差异大幅度降低，其原因是因为日本向欧盟的进口从2000年的9.3%下降到2012年的3.6%。细节见下列表：
2013年欧盟的汽车制造厂出口24 5363辆车，总值为64亿欧元。与此同时欧盟从日本进口36 5897辆汽车，总价值为57亿欧元。
| 贸易流向            | 2000年 | 2001年 | 2002年 | 2003年 | 2004年 | 2005年 | 2006年 | 2007年 | 2008年 | 2009年 | 2010年 | 2011年 | 2012 |
| ------------------- | ------ | ------ | ------ | ------ | ------ | ------ | ------ | ------ | ------ | ------ | ------ | ------ | ---- |
| 欧盟向日本 十亿欧元 | 45.5   | 45.5   | 43.5   | 41.0   | 43.4   | 43.7   | 44.7   | 43.7   | 42.3   | 35.9   | 43.9   | 49.0   | 55.5 |
| 日本向欧盟 十亿欧元 | 92.1   | 81.1   | 73.7   | 72.4   | 74.7   | 74.1   | 78.2   | 78.9   | 76.2   | 58.2   | 67.3   | 69.2   | 63.8 |
| 平衡                | -46.6  | -35.6  | -30.2  | -31.4  | -31.3  | -30.4  | -33.5  | -35.3  | -33.9  | -22.3  | -23.3  | -20.2  | -8.3 |

2009年到2011年间双方经济服务贸易提高，欧盟保持稳定的正平衡，日本占欧盟进口也保持稳定的3%以上。
| 贸易方向            | 2009年 | 2010年 | 2011年 |
| ------------------- | ------ | ------ | ------ |
| 欧盟向日本 十亿欧元 | 18.6   | 19.8   | 21.8   |
| 日本向欧盟 十亿欧元 | 13.4   | 15.2   | 15.9   |
| 平衡                | 5.2    | 4.6    | 5.9    |

## 投资
近年来外商直接投資从欧盟向日本投资转向为日本向欧盟投资。2006年欧盟在日本投资162亿欧元，日本在欧盟投资16亿欧元。2009年末日本向欧盟的直接投资占欧盟所有外商直接投资的5%，而欧盟向日本的直接投资则占欧盟向外直接投资的2.3%。欧盟吸引了日本投资最大的部分：780亿欧元。
| 方向                | 2008年 | 2009年 | 2010年 | 2011年 |
| ------------------- | ------ | ------ | ------ | ------ |
| 欧盟向日本 十亿欧元 | 1.726  | 1.301  | -1.785 | 2.360  |
| 日本向欧盟 十亿欧元 | 2.324  | 2.607  | 2.952  | 12.068 |

对于欧盟企业来说在日本投资和做生意不容易，双方有一些贸易纠纷。日本经济的减速使得日本开放自己的市场来吸引欧盟企业和投资。日本试图减轻贸易障碍，其主要焦点在投资。

## 组织
欧盟驻日本使团是一个正式的欧盟外交使团，它和欧洲驻日本商业委员会均位于东京。